# Космос-51
Ко́смос-51 («ДС-МТ № 3») — советский научно-исследовательский спутник серии космических аппаратов «Космос» типа «ДС-МТ», запущенный для исследования зимних метеоритных потоков и влияния метеоритных частиц на поверхность космических аппаратов.

## История создания
В декабре 1959 года создается Межведомственный научно-технический совет по космическим исследованиям при Академии Наук СССР во главе с академиком М. В. Келдышем, на который возлагается разработка тематических планов по созданию космических аппаратов, выдача основных тематических заданий, научно-техническая координация работ по исследованию и освоению верхних слоев атмосферы и космического пространства, подготовка вопросов организации международного сотрудничества в космических исследованиях.
Членом Президиума Межведомственного научно-технического совета по космическим исследованиям утверждается М. К. Янгель. В области прикладных задач проведения подобных работ было поручено НИИ-4 Министерства обороны СССР.
В 1962 году в программу второй очереди пусков ракеты-носителя «63С1», были включены космические аппараты «ДС-А1», «ДС-П1», «ДС-МТ» и «ДС-МГ».
Первый пуск РН «63С1» второй очереди состоялся в мае 1963 года. Исследования приурочены к проходившему с 1 января 1964 года по 31 декабря 1965 года «Международному году спокойного Солнца» (МГСС)".

## Особенности конструкции
Научный аппаратный комплекс космического аппарата «Космос-51» включал в себя:
- «БАС» — прибор для изучения процессов взаимодействия метеорных частиц с поверхность космического аппарата;
- «БМА» — многоканальный амплитудный анализатор;
- «БСД» — блок сцинтиляторных датчиков;
- «АФ-3» — астрофотометр;
- комплект пъезоэлектрических датчиков «СМ-Ц2» и «ИЭМ-ПЗМ» с усилителями «ИС-1094» и «ИС-1094А»;
- двухчастотный передатчик «Маяк-02» Е-177-2[1].

## Программа полёта КА «Космос-51»
«Космос-51» был третьим спутником из серии «ДС-МТ».
Первый спутник серии был потерян в результате отказа первой ступени на четвёртой секунде полёта в июне 1963 года, а вторым был «Космос-31», запущенный 20 октября 1964 года.

### Запуск
Космический аппарат «Космос-51» был запущен 9 декабря 1964 года ракета-носителем «63С1» со стартовой площадки «Маяк-2» космодрома «Капустин Яр».

### Цель полёта
Постановщиком эксперимента были следующие научные организации:
- Ленинградский физико-технический институт имени А. Ф. Иоффе (ныне — ФТИ имени А. Ф. Иоффе);
- Крымская астрофизическая обсерватория АН СССР (ныне — КрАО);
- Институт геохимии и аналитической химии АН СССР (ныне — ГЕОХИ)[1].

Назначением космического аппарата «Космос-51» было:
- решение научных задач по исследованию зимних метеоритных потоков и влияния метеорных частиц на поверхность космических аппаратов;[1]
- обнаружение антивещества в метеорных потоках;
- фотометрическое измерение участков звёздного неба в ультрафиолетовой и видимой областях спектра[1].

По другим сведениям, целью полёта было испытание гиродинной системы ориентации и исследование космических лучей.

### Результаты эксперимента
Спутник проработал до 14 ноября 1965 года.
В ходе миссии было изучено три зимних метеорных потока: Геминиды, Урсиды и Квадрантиды.
В результате был отмечен ряд случаев соударения космического аппарата с метеоритами.